# 4577 Чікако
4577 Чікако (4577 Chikako) — астероїд головного поясу, відкритий 30 листопада 1988 року.
Тіссеранів параметр щодо Юпітера — 3,325.